# Пурбалінга
Пурбалінга (індонез. Purbalingga) — містечко в індонезійській провінції Центральна Ява, адміністративний центр округу Пурбалінга.

## Географія
Пурбалінга розташовується на острові Ява на південний схід від вулкану Сламет.

### Клімат
Містечко знаходиться у зоні, котра характеризується вологим тропічним кліматом. Найтепліший місяць — квітень із середньою температурою 27.9 °C (82.2 °F). Найхолодніший місяць — липень, із середньою температурою 26.3 °С (79.3 °F).
| Клімат Пурбалінги       | Клімат Пурбалінги | Клімат Пурбалінги | Клімат Пурбалінги | Клімат Пурбалінги | Клімат Пурбалінги | Клімат Пурбалінги | Клімат Пурбалінги | Клімат Пурбалінги | Клімат Пурбалінги | Клімат Пурбалінги | Клімат Пурбалінги | Клімат Пурбалінги | Клімат Пурбалінги |
| Показник                | Січ.              | Лют.              | Бер.              | Квіт.             | Трав.             | Черв.             | Лип.              | Серп.             | Вер.              | Жовт.             | Лист.             | Груд.             | Рік               |
| Середня температура, °C | 27,1              | 27,4              | 27,6              | 27,9              | 27,6              | 27                | 26,3              | 26,4              | 26,7              | 27,1              | 27,1              | 27,2              | 27,1              |
| Норма опадів, мм        | 415.3             | 354.6             | 428.9             | 336.5             | 256.9             | 129.5             | 66.9              | 74.6              | 141.2             | 332.8             | 437.4             | 423.6             | 3398.2            |
| Днів з опадами          | 18,3              | 16,5              | 16,5              | 13,9              | 10,7              | 8,7               | 5                 | 4,8               | 5,4               | 8,7               | 14,8              | 17,3              | 140,6             |
| Вологість повітря, %    | 88                | 87.8              | 87.5              | 86.7              | 86.8              | 86.3              | 85.8              | 84.1              | 84.2              | 84                | 85.8              | 85.8              | 86.1              |
| ----------------------- | ----------------- | ----------------- | ----------------- | ----------------- | ----------------- | ----------------- | ----------------- | ----------------- | ----------------- | ----------------- | ----------------- | ----------------- | ----------------- |
| Джерело: Weatherbase    |                   |                   |                   |                   |                   |                   |                   |                   |                   |                   |                   |                   |                   |